# Schnaupping (Taufkirchen)
Schnaupping ist ein Gemeindeteil der Gemeinde Taufkirchen (Vils) im oberbayerischen Landkreis Erding.

## Lage
Das Dorf liegt ca. 550–600 m südlich von Kienraching nahe der Bundesstraße 15.

## Geschichte
Ein Ortsadel in Schnaupping ist gegen Ende des 12. Jahrhunderts durch Konrad und Megino bezeugt. Der Weiler gehörte vor 1803 zur Obmannschaft Kienraching und war formal ein Lehen der Grafschaft Haag, das allerdings 1567 an die bayerischen Herzöge gefallen war. Im Jahre 1809 wurde aus den Obmannschaften Püstling, Weckerling, Kienraching und Jakobrettenbach sowie den Hofmarken Kalling, Haus, Eibach und Breitenloh die Gemeinde Eibach gebildet, die mit dem Gemeindeedikt von 1818 Selbstverwaltungsrechte bekam. 1967 hatte die Gemeinde mit ihren 45 Orten auf 2159 ha 1465 Einwohner. Die Orte Kienraching, Schnaupping und Wicheling kamen am 1. Januar 1972 im Zuge der Gebietsreform in Bayern zu Taufkirchen (Vils) und der Rest nach Dorfen.